# Lotus 25
Lotus 25 a fost un automobil de curse proiectat de Colin Chapman pentru sezonul 1962 al Campionatului Mondial de Formula 1. A reprezentat un design revoluționar, fiind primul șasiu monocoque complet care a apărut în Formula 1. În mâinile lui Jim Clark, a obținut 14 victorii în Grand Prix-urile din Campionatul Mondial și l-a propulsat către titlul de Campion Mondial din 1963. Ultima sa victorie în Campionatul Mondial a fost la Grand Prix-ul Franței din 1965.
A fost primul automobil de Formula 1 care a utilizat combustibil Esso.

## Istoric

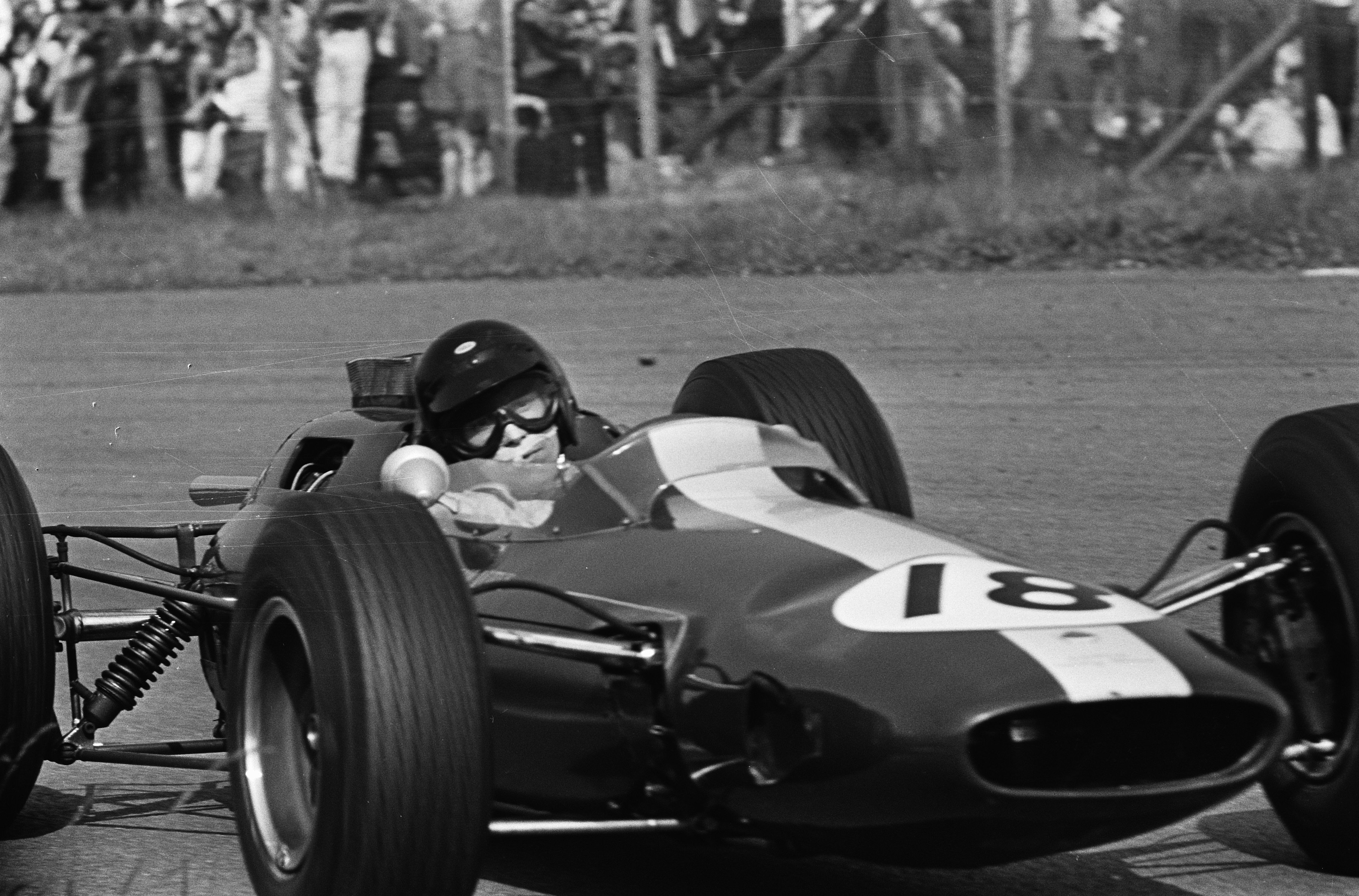
Jim Clark la Grand Prix-ul Olandei din 1964.

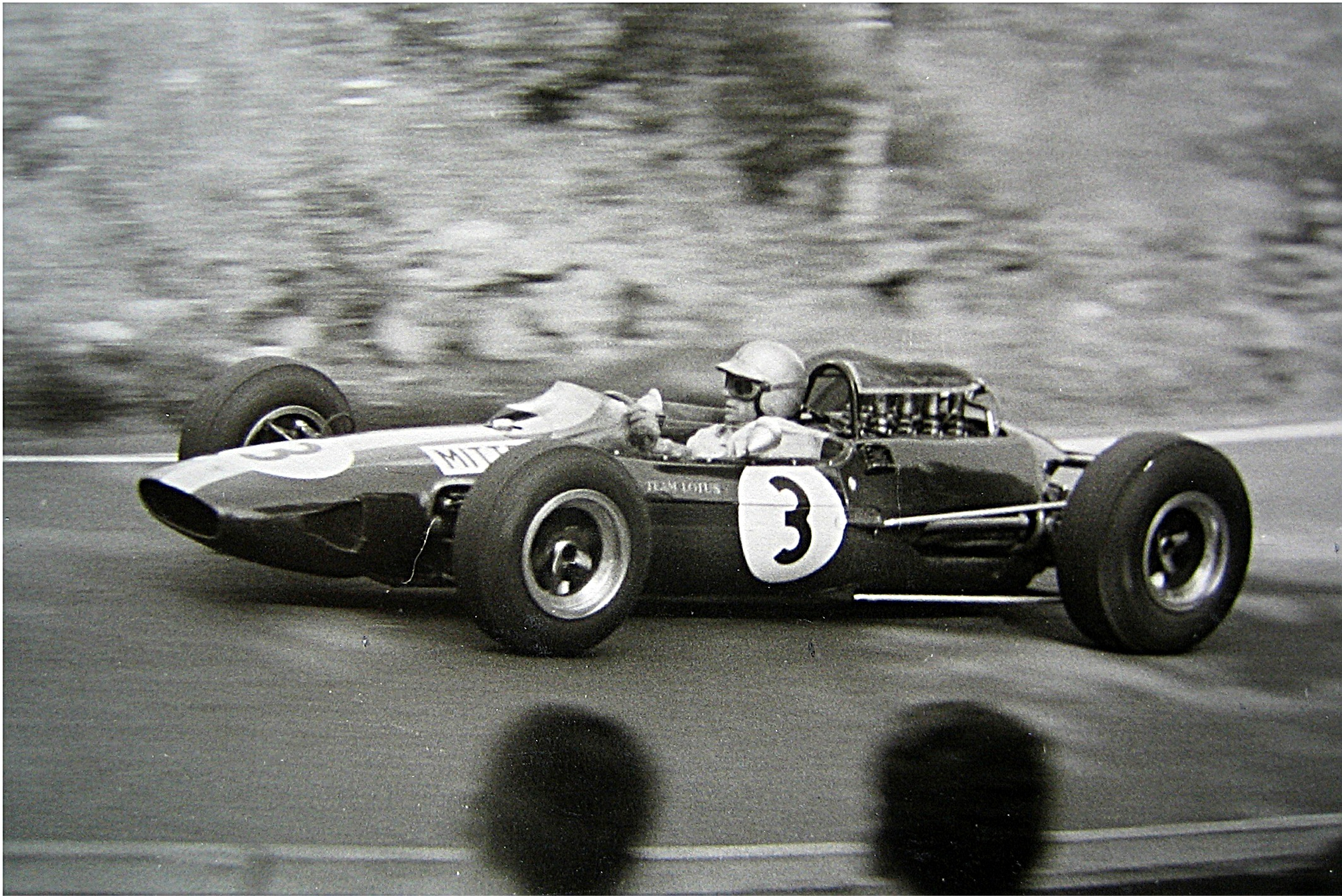
Gerhard Mitter la Grand Prix-ul Germaniei din 1965.

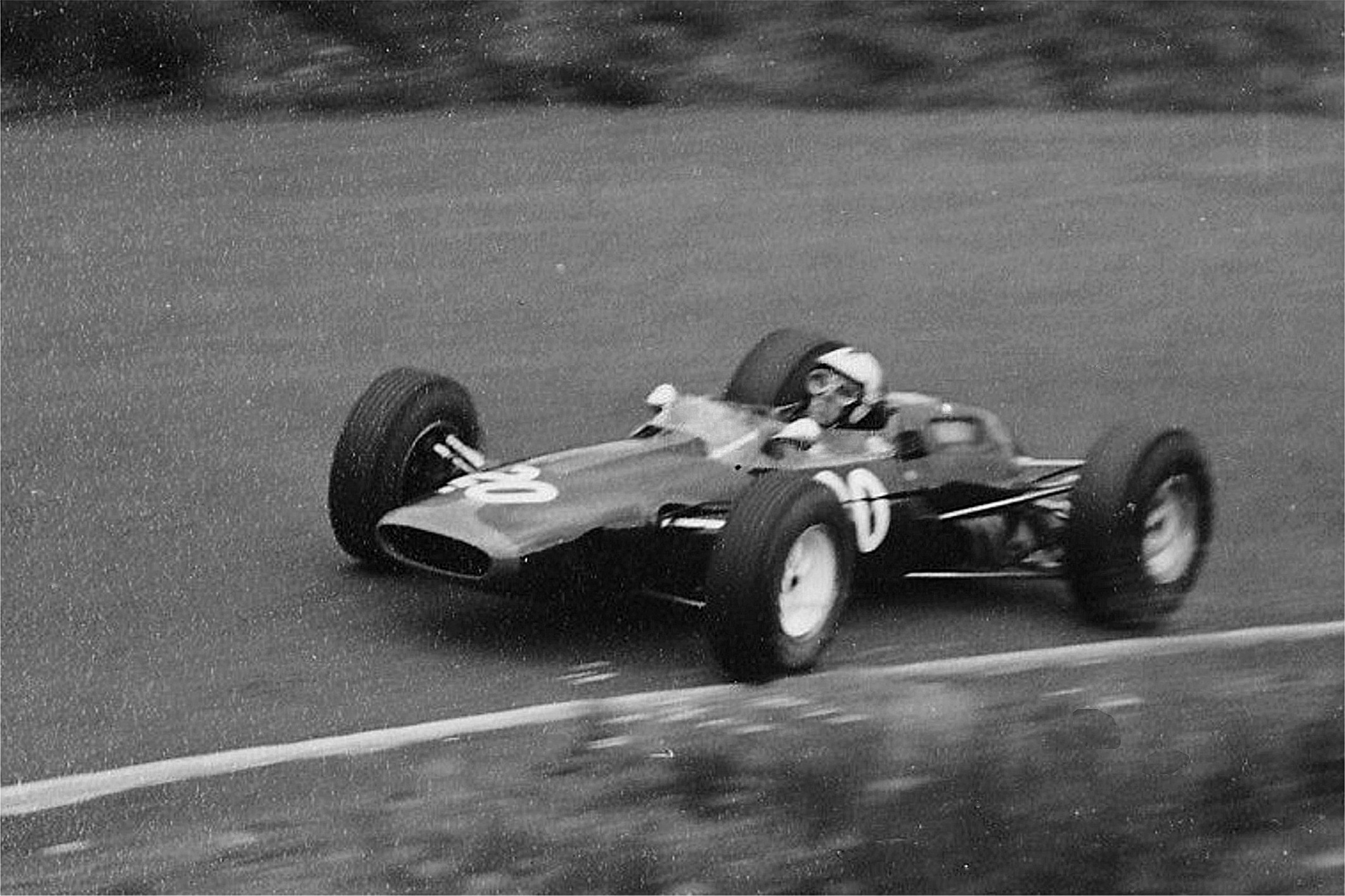
Richard Attwood în Lotus 25, al echipei private Reg Parnell Racing, la Grand Prix-ul Germaniei din 1965.

Unul dintre conceptele timpurii a lui Chapman, schițele originale ale mașinii au fost realizate pe șervețele în timp ce Chapman discuta ideea sa în timp ce lua masa cu Frank Costin (designer al caroseriei Vanwall, Lotus Mk.8, 9, 10, 11 și Lotus 16, ulterior celebru pentru Marcos). Prezentarea modelului 25 la Zandvoort în 1962 a fost un șoc pentru concurență, în special pentru echipe ca Brabham și UDT/Laystall, care cumpăraseră recent 24 de la Lotus, cu înțelegerea că vor fi „identice mecanic” cu mașinile oficiale – Chapman își rezervase dreptul de a modifica caroseria mașinilor.
Monocoque-ul a făcut ca mașina să fie mai rigidă și structural mai puternică decât automobilele tipice din Formula 1 ale acelei perioade. Lotus 25 era de trei ori mai rigid decât 24, în timp ce șasiul cântărea doar jumătate din greutatea acestuia. De asemenea, mașina era extrem de joasă și îngustă, având o suprafață frontală de 0,74 metri pătrați în comparație cu cea normală de 0,88 metri pătrați. De asemenea, s-a prevăzut să aibă un schimbător de viteze cu o coloană, pentru a păstra lățimea habitaclului la un minim, deși acesta a fost doar experimental și abandonat ulterior. Pentru a ajuta profilul scăzut și aria frontală mică, șoferul era așezat înapoi, înclinat puternic în spatele volanului, în timp ce unitățile de suspensie și amortizare din față au fost mutate în interior. Lotus 25 era propulsat de versiunile Mk.II 1496cc până la Mk.5 1499cc ale motorului Coventry Climax FWMV V8, în variantele crossplane și flatplane. Mai târziu, Reg Parnell Racing a montat motoare BRM P56 de specificație similară pe Lotus 25-urile lor second-hand din 1964.
Unii privați care achiziționaseră șasiuri Lotus s-au arătat nemulțumiți de refuzul lui Chapman de a le furniza modele 25. Aceste echipe, inclusiv Rob Walker Racing, au primit Lotus 24, în timp ce echipa de fabrica avea utilizare exclusivă a modelului 25 pentru Jim Clark și Trevor Taylor. Când a apărut pentru prima dată la Marele Premiu al Țărilor de Jos, Lotus 25 a fost inspectat de John Cooper, care l-a întrebat pe Chapman unde a montat tuburile de cadru ale mașinii.
În total, au fost construite șapte mașini, numerotate de la R1 la R7. Patru dintre ele – R1, R2, R3 și R5 – au fost distruse (trei dintre ele de Trevor Taylor) în accidente între 1962 și 1966. Cea mai de succes a fost R4, pe care Clark a condus-o spre toate cele șapte victorii în Campionatele Mondiale din 1963. Această mașină a fost ulterior distrusă de Richard Attwood și reconstruită ca un Lotus 33, folosind un monocoque de rezervă de acest tip, fiind neoficial cunoscută sub numele de R13.

## Istoricul competițional
Mașina i-a adus lui Clark prima victorie în Grand Prix-ul Campionatului Mondial, la Spa, în 1962. A obținut o altă victorie în Marea Britanie și din nou în SUA, ceea ce l-a pus în competiție pentru titlu, dar în timp ce conducea cursa finală din Africa de Sud, o pană de motor mult publicată i-a costat titlul în favoarea lui Graham Hill.
Clark și-a luat revanșa în anul următor, câștigând primul său titlu mondial cu modelul 25, după ce a obținut șapte victorii: Belgia, Franța, Olanda, Marea Britanie, Italia, Africa de Sud și Mexic. Lotus a câștigat, de asemenea, primul său titlu în Campionatul Constructorilor. După Grand Prix-ul Statelor Unite, un Lotus 25 a fost dus la Indianapolis Motor Speedway pentru evaluare, unde au testat și sistemul de aprindere electronică Lucas pentru Ford.
25 a fost utilizat din nou în timpul sezonului 1964, câștigând alte trei curse în mâinile lui Clark. La cursa finală din Mexic, exact ca în 1962, motorul Climax a avut o scurgere de ulei și, cu doar o tură rămasă de parcurs, Clark a fost nevoit să oprească, pierzând astfel titlul de campion mondial, acesta fiind câștigat de John Surtees. În ciuda introducerii modelului Lotus 33 în 1964, 25 a continuat să fie folosit până la mijlocul sezonului 1965, Clark obținând ultima victorie a modelului la Grand Prix-ul Franței 1965.
În 1964, Reg Parnell Racing a început să concureze cu Lotus 25, folosind motorul V8 BRM P56, cu un succes limitat. Chris Irwin a obținut locul 7 cu hibridul 25/33 al echipei Reg Parnell Racing în ultima sa cursă din Campionatul Mondial la Marele Premiu al Țărilor de Jos din 1967, același loc unde modelul debutase cu cinci ani înainte.

### Rezultate în Campionatul Mondial
(cheie) (rezultatele în bold indică pole position; rezultatele în italic indică cel mai rapid tur)
| An   | Echipă                       | Motor              | Pilot           | 1      | 2      | 3      | 4      | 5              | 6        | 7       | 8      | 9             | 10            | 11 | Puncte1 | WCC |
| ---- | ---------------------------- | ------------------ | --------------- | ------ | ------ | ------ | ------ | -------------- | -------- | ------- | ------ | ------------- | ------------- | -- | ------- | --- |
| 1962 | Team Lotus                   | Climax FWMV 1.5 V8 |                 | Olanda | Monaco | Belgia | Franța | Marea Britanie | Germania | Italia  | SUA    | Africa de Sud |               |    | 36 (38) | 2   |
| 1962 | Team Lotus                   | Climax FWMV 1.5 V8 | Jim Clark       | 9      | Ret    | 1      | Ret    | 1              | 4        | Ret     | 1      | Ret           |               |    | 36 (38) | 2   |
| 1962 | Team Lotus                   | Climax FWMV 1.5 V8 | Trevor Taylor   |        |        |        | 8      |                |          | Ret     | 12     | Ret           |               |    | 36 (38) | 2   |
| 1963 | Team Lotus                   | Climax FWMV 1.5 V8 |                 | Monaco | Belgia | Olanda | Franța | Marea Britanie | Germania | Italia  | SUA    | Mexic         | Africa de Sud |    | 54 (74) | 1   |
| 1963 | Team Lotus                   | Climax FWMV 1.5 V8 | Jim Clark       | 8      | 1      | 1      | 1      | 1              | 2        | 1       | 3      | 1             | 1             |    | 54 (74) | 1   |
| 1963 | Team Lotus                   | Climax FWMV 1.5 V8 | Trevor Taylor   | 6      | Ret    | 10     | 13     | Ret            | 8        |         | Ret    | Ret           | 8             |    | 54 (74) | 1   |
| 1963 | Team Lotus                   | Climax FWMV 1.5 V8 | Peter Arundell  |        |        |        | DNS3   |                |          |         |        |               |               |    | 54 (74) | 1   |
| 1963 | Team Lotus                   | Climax FWMV 1.5 V8 | Mike Spence     |        |        |        |        |                |          | 13      |        |               |               |    | 54 (74) | 1   |
| 1963 | Team Lotus                   | Climax FWMV 1.5 V8 | Pedro Rodríguez |        |        |        |        |                |          |         | Ret    | Ret           |               |    | 54 (74) | 1   |
| 1963 | Brabham Racing Organisation2 | Climax FWMV 1.5 V8 | Jack Brabham    | 9      |        |        |        |                |          |         |        |               |               |    | 54 (74) | 1   |
| 1964 | Team Lotus                   | Climax FWMV 1.5 V8 |                 | Monaco | Olanda | Belgia | Franța | Marea Britanie | Germania | Austria | Italia | SUA           | Mexic         |    | 37 (40) | 3   |
| 1964 | Team Lotus                   | Climax FWMV 1.5 V8 | Jim Clark       | 4      | 1      | 1      | Ret    | 1              |          |         | Ret    | Ret4          |               |    | 37 (40) | 3   |
| 1964 | Team Lotus                   | Climax FWMV 1.5 V8 | Peter Arundell  | 3      | 3      | 9      | 4      |                |          |         |        |               |               |    | 37 (40) | 3   |
| 1964 | Team Lotus                   | Climax FWMV 1.5 V8 | Mike Spence     |        |        |        |        | 9              |          |         |        |               | 4             |    | 37 (40) | 3   |
| 1964 | Team Lotus                   | Climax FWMV 1.5 V8 | Gerhard Mitter  |        |        |        |        |                | 9        |         |        |               |               |    | 37 (40) | 3   |
| 1964 | Reg Parnell Racing           | Climax FWMV 1.5 V8 | Chris Amon      |        |        |        |        |                |          | Ret     |        |               |               |    | 37 (40) | 3   |
| 1964 | Reg Parnell Racing           | BRM P56 1.5 V8     | Chris Amon      | DNQ    | 5      | Ret    | 10     | Ret            | 11\|     | ...     |        |               |               |    |         |     |